# 회사의 해산
회사의 해산은 법인격의 소멸을 가져오는 법률사실이다. 회사는 해산에 의하여 목적사시업을 수행할 수 있는 영업등력을 상실하지만 청산의 목적범위 내에서는 권리능력을 가지며 청산을 사실상 종결한 때 비로소 권리능력이 상실된다.

## 해산사유
- 존립기간의 만료 기타 정관으로 정한 해산사유의 발생
- 총사원의 동의(인적회사의 경우) 또는 주주(사원)총회의 특별결의
- 회사의 합병
- 회사의 파산
- 법원의 해산명령 또는 해산판결
- 합명회사와 합자회사는 사원이 1인으로 된 경우(제227조, 제269조)
- 합자회사는 무한책임사원 또는 유한책임사원이 전원퇴사한 경우(제285조 제1항)

## 효과
회사가 해산하면 원칙적으로 청산절차가 개시된다. 합병은 회사재산의 포괄승계가 있게 되며 또 파산은 파산절차로 이전되기 때문에, 합병과 파산이 해산사유인 경우에는 청산절차가 개시되지 않는다.

## 참고 문헌
- 건국대학교 법학연구소 《법의 이해》 건국대학교출판부, 2004. ISBN 9788971073971

## 같이 보기
- 상법